# Limapontiidae
Limapontiidae Gray, 1847 è una famiglia di molluschi gasteropodi marini sacoglossi.

## Tassonomia
La famiglia comprende i seguenti generi:
- Alderella Odhner in Franc, 1968
- Alderia Allman, 1845
- Alderiopsis Baba, 1968
- Calliopaea d'Orbigny, 1837
- Ercolania Trinchese, 1872
- Kerryclarkella K. R. Jensen, 2015
- Limapontia G. Johnston, 1836
- Olea Agersborg, 1923
- Placida Trinchese, 1876
- Sacoproteus Krug, Wong, M. R. Medina, Gosliner & Valdés, 2018
- Stiliger Ehrenberg, 1828
- Swennenia Buatip & S. K. Tan, 2020

Sinonimi
- Canthopsis Agassiz, 1850: sinonimo di Alderia Allman, 1845 (nomen nudum)
- Actaeonia Agassiz, 1846: sinonimo di Limapontia G. Johnston, 1836
- Acteonia Quatrefages, 1844: sinonimo di Limapontia G. Johnston, 1836
- Cenia Alder & Hancock, 1848: sinonimo di Limapontia G. Johnston, 1836
- Laura Trinchese, 1873: sinonimo di Placida Trinchese, 1876 (omonimo minore di Laura Lacaze-Duthiers, 1865)
- Pontolimax Müller, 1848: sinonimo di Limapontia G. Johnston, 1836

### Alcune specie

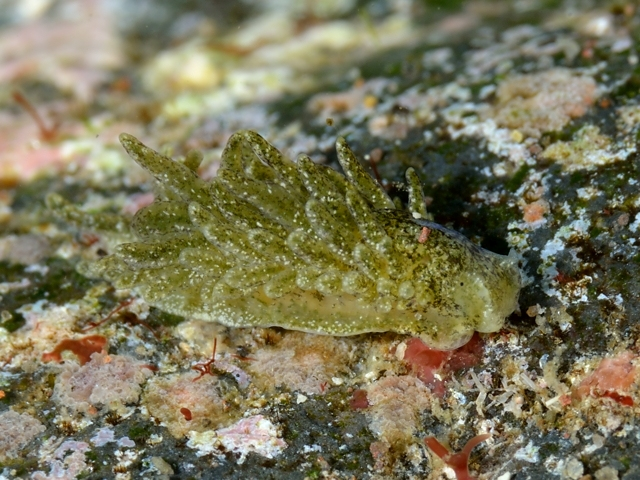
Alderia modesta
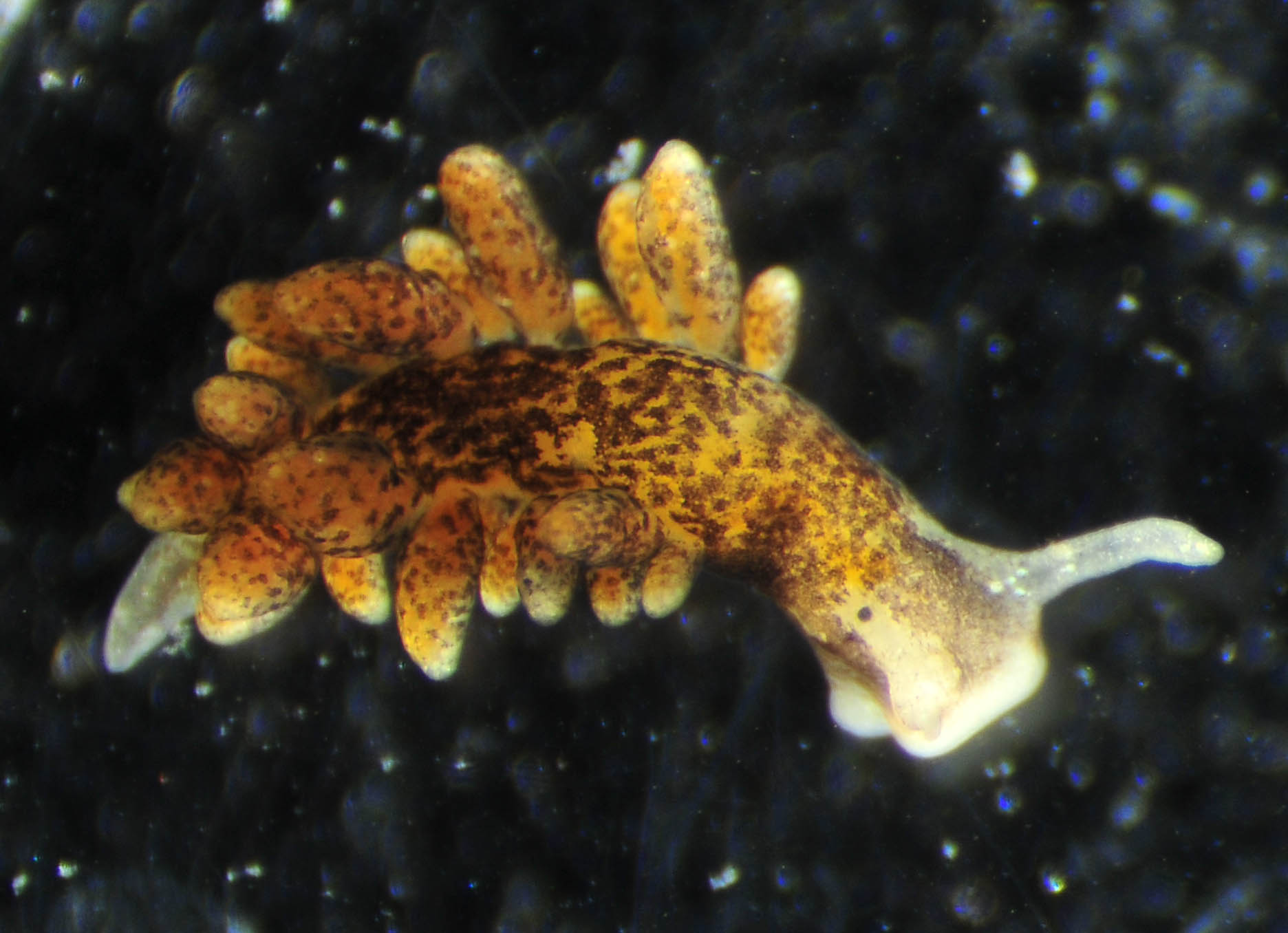
Ercolania fuscata
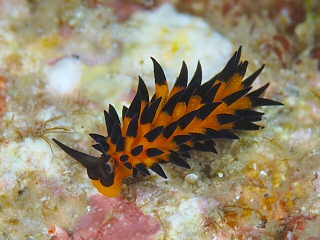
Placida cremoniana
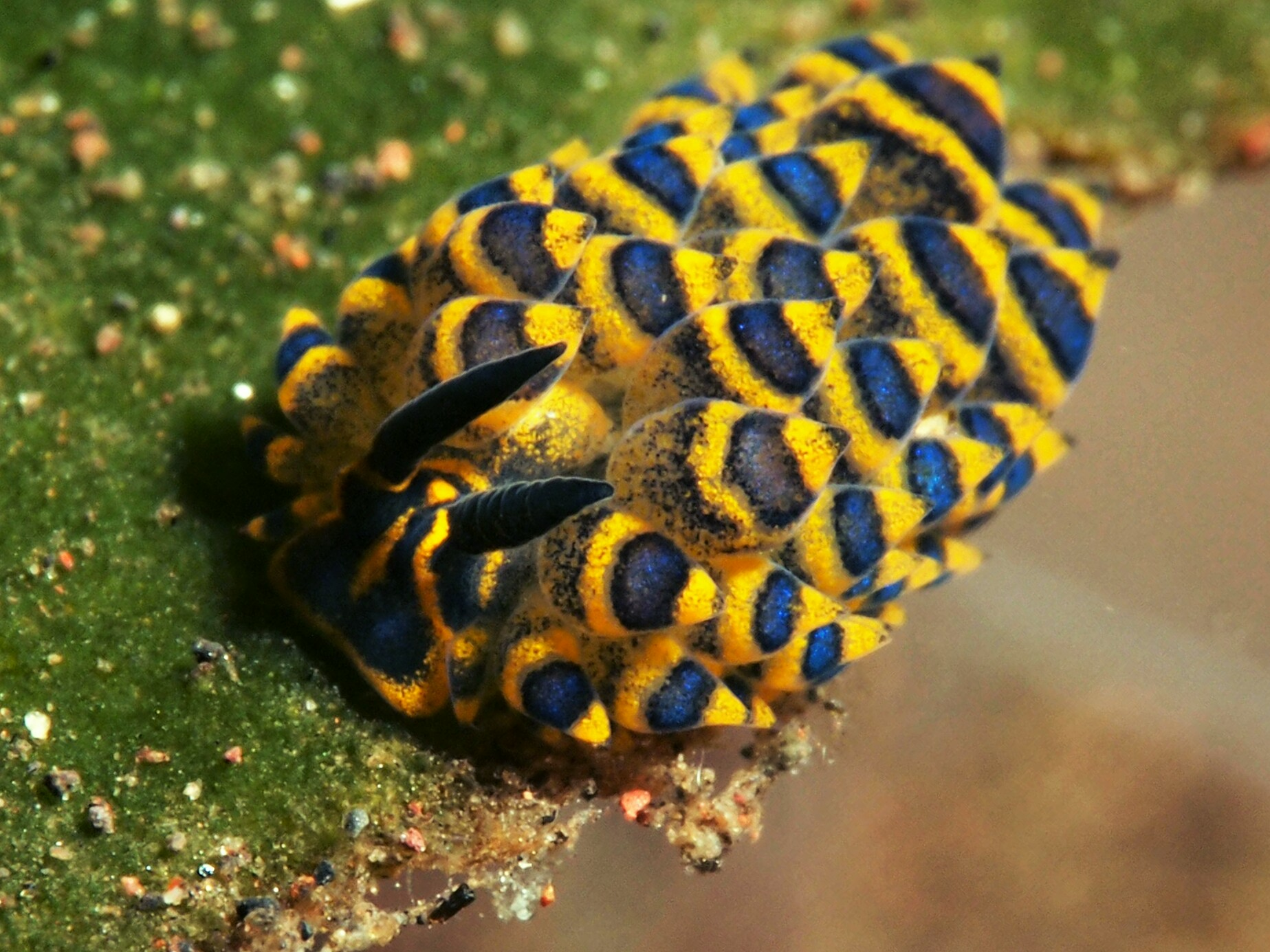
Stiliger ornatus